# Czudec
Czudec ist eine ehemalige Stadt (bis 1919), jetzt ein Dorf mit einem Schulzenamt sowie der Sitz der gleichnamigen Gemeinde im Powiat Strzyżowski der Woiwodschaft Karpatenvorland in Polen.

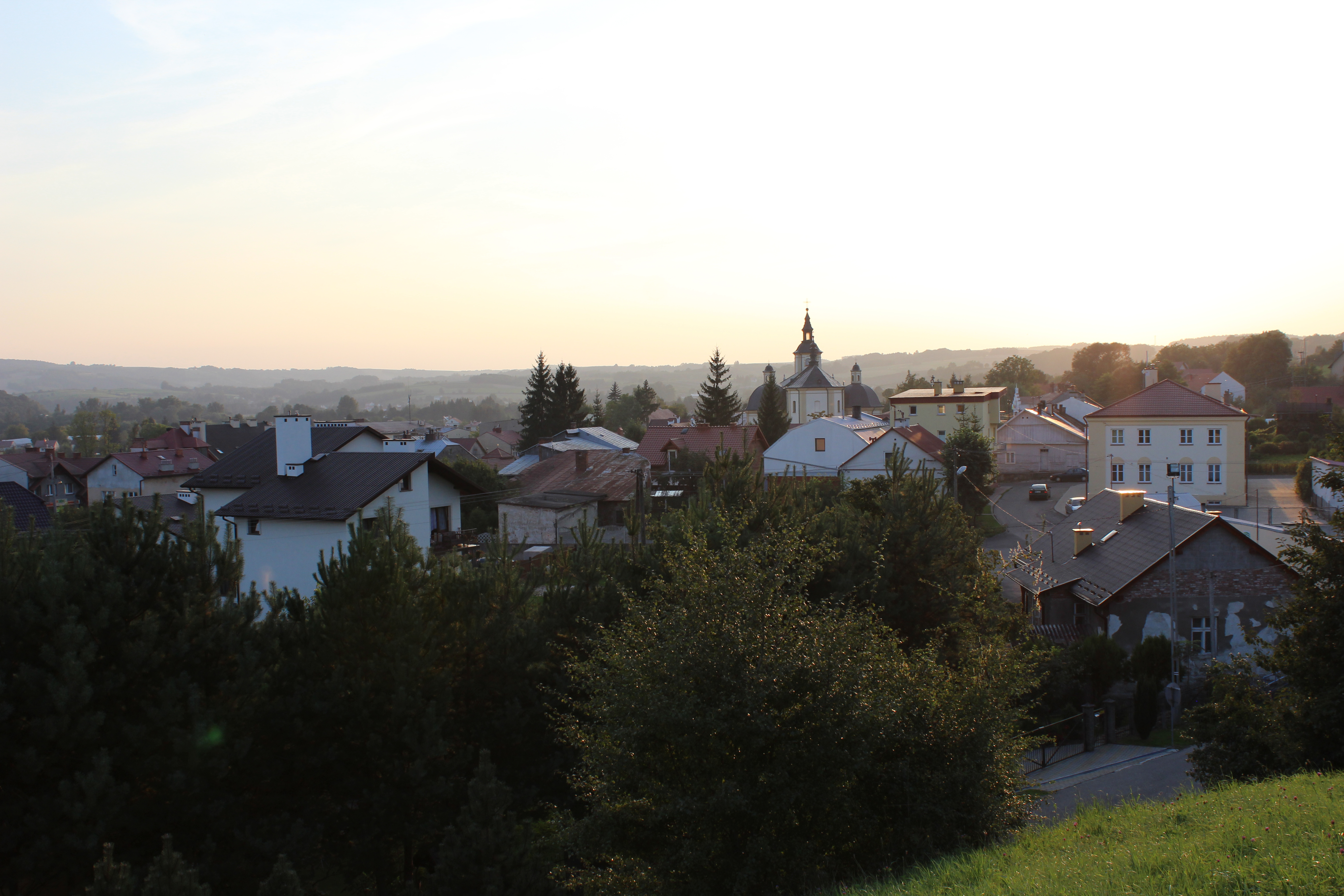
Blick auf Czudec

## Geographie
Der Ort liegt im Strzyżów-Gebirge, mehrheitlich am linken Ufer der Wisłok (am rechten Ufer befindet sich der Hügel Góra Zamkowa mit der ehemaligen Burg). Die Nachbarorte sind Przedmieście Czudeckie im Norden und Osten, Wyżne im Südosten, Zaborów im Süden, sowie Nowa Wieś im Südwesten.

## Geschichte
Czudec ist eine alte Festung am Wisłok, an der polnischen Grenze Rotrutheniens. Zunächst am rechten, südlichen Ufer des Wisłoks, befand sich ein slawischer Burgwall, später in der Zeit des polnischen Partikularismus gab es dort eine Burg. Die Ortschaft im Besitz des Klosters Koprzywnica wurde im Jahr 1279 als Szugcz seu Sugez erstmals urkundlich erwähnt, danach als Czudza (1282), Tzus, Czutz, Czucz, Schudcz, Czudec. 1325/1326 gehörte die römisch-katholische Pfarrei dem Dekanat von Dębica (sive de silvis). 1427 wurde das Privileg für Anlegung der Stadt (in loco praedictae villae… ubi locus pro civitate aptior indebitur, civitatem locandi) ausgestellt, aber der Verlauf der Gründung entlang des Wegs nach Strzyżów erwies sich als langjährig. 1442 wurde Czudec noch nicht von Bürgern, sondern von Bauern (Marcin Flaszka, Mikołaj Węgrzyn, Brüder Pierzchałowie) bewohnt. 1462 wurde es als ein oppidum beschrieben (oppidum nove fundationis dictum Czudec). Die Pfarrkirche musste an der neuen Stelle errichtet sein, aber 1489 war sie noch im Bau (in oppido dicto Czudec noviter edificatum et constructam). In der Zeit der Reformation um 1600 war sie lange in den Händen der Protestanten.
Die Stadt gehörte zur Woiwodschaft Sandomir, Kreis Pilzno, ab 1569 in der Adelsrepublik Polen-Litauen. Bei der Ersten Teilung Polens kam Czudec 1772 zum neuen Königreich Galizien und Lodomerien des habsburgischen Kaiserreichs (ab 1804). Nach der Aufhebung der Patrimonialherrschaften bildete sie eine Gemeinde im Bezirk Strzyżów. Im Jahr 1900 hatte die Gemeinde Czudec eine Fläche von 979 Hektar, mit 155 Häusern und 1214 Einwohnern, davon waren alle Bewohner polnischsprachig, außer804 Römisch-Katholiken gab es 410 Juden.
Nach dem Ende des Ersten Weltkriegs und dem Zusammenbruch der Habsburgermonarchie kam Czudec 1918 zu Polen und verlor das Stadtrecht im folgenden Jahr. Unterbrochen wurde dies nur durch die deutsche Besetzung Polens im Zweiten Weltkrieg. Von 1975 bis 1998 gehörte Czudec zur Woiwodschaft Rzeszów.